# Józef Maria Segura Penadés
Józef Maria Segura Penades, José María Segura Penadés (ur. 13 października 1896, zm. 11 września 1936) – hiszpański błogosławiony Kościoła katolickiego. 

## Życiorys
Studiował w wyższej szkole, a następnie wstąpił do seminarium w Walencji. W 1921 roku został wyświęcony na kapłana; potem mianowano go wikarym parafii w Adzaneta. Współpracował także z wieloma młodymi ludźmi. Został zamordowany w czasie wojny domowej w Hiszpanii.
Beatyfikował go w grupie Józef Aparicio Sanz i 232 towarzyszy papież Jan Paweł II w dniu 11 marca 2001 roku.